# Пашино брдо
Пашино брдо, некад називано и Лекино брдо у Београду, је велико брдо и насеље у јужном делу града, изнад Душановца (према Каленић пијаци).
У подножју Пашиног брда налази се Душановац. Ту је административни центар општине Вождовац. Ту се налази зграда општине, суд, специјални суд, полицијска и ватрогасна станица, дом здравља „Вождовац“, робна кућа, а у близини је и Душановачка пијаца.
Налази се на територији градских општина Вождовац и Врачар.
Углавном преовлађује предратна породична градња, мада су током социјалистичког периода изграђене неке стамбене зграде, углавном по ободу. Током последње декаде старе куће се све више (из почетка) дограђују и надзиђују, а касније потпуно руше и на њиховом месту се зидају велики објекти махом неприкладне величине.
Насеље је раније било познато по својим многобројним липама.

## Име
Топоним Пашино брдо настао је у првој половини 19. века по догађају из Првог српског устанка када су устаници 1807. године, тада далеко изван града, на Шареном извору сустигли београдског Сулејман-Пашу. Извор, а касније чесма, је постепено добио назив Пашина чесма, а потом и брдо. Занимљиво је рећи да данашње схватање појма „Пашино брдо“ не обухвата простор на коме се налази Пашина чесма (мапа). У улици Рада Неимара још и 1940. било је преко 30 сеоских домаћинстава.
После Другог светског рата, име је промењено у Лекино брдо, по Александру „Леки“ Ранковићу, који је у предратним годинама овде илегално живео. На почетку окупације, 1941. године, он се овде такође скривао све до свог хапшења, јула 1941. године.
Током 90-их година су промењена имена бројних МЗ, тј. враћена су предратна, па је тако и Лекино брдо добило свој стари назив.

## Положај
Пашино брдо лежи између долине некадашњег Чубурског потока изнад кога се данас налази изграђена улица Јужни булевар и котлине којом протиче Мокролушки поток испод ауто-пута.
Према данашњим оријентирима, Пашино брдо ограничавају улица Јужни булевар, улица Стефана Првовенчаног (ауто-пут), Устаничка улица, улица Римска, улица Војислава Илића и улица Господара Вучића.
Значајније улице на Пашином брду су:
- Устаничка улица
- Крушевачка улица
- Улица Господара Вучића
- Улица Максима Горког
- Требињска улица
- Колашинска улица
- улица Грчића Миленка
- Бачванска улица

У непосредној близини насеља се налази чувени Плави мост.
- Мапа

## Пашино брдо кроз време

#### Настанак насеља
У доба Првог српског устанка Пашино брдо је било једно од ненасељених брда крај Београда.
Тако је и било све док 1921. године Заложна, Грађевинска и Прашка кредитна банка нису откупиле пољопривредна имања која су се налазила на Пашином брду и финансирале парцелисање и уређивање земљишта као и просецање улица. Плацеве су потом продале повољно и то уз трогодишњу отплату.
Овакви услови су привукли средњи слој грађанства као што су чиновници, трговци, занатлије и радници, који су покуповали плацеве и потом се настанили у овом делу града. Пошто су улице биле просецане правилно, тако су и куће зидане на плански начин што је довело до тога да никне скромно и лепо уређено предграђе.
Пашино брдо је пре рата добило и званичан статус предграђа под називом „Предграђе Војводе Степе“. Радови на комуналном уређењу насеља су трајала током целог међуратног периода. Улице су биле регулисане и калдрмисане, уведена је и канализација, па је чак и обданиште било изграђено - камен темељац обданишта "Св. Тројица" је освећен 10. септембра 1939, био је то трећи дом за обданиште у граду, од 11 колико их је било.
Школа, међутим, није изграђена.
Прво обданиште (Св. тројице) је отворено 1933. године у изнајмљеној приземној кући Цвијићевих (подигнута после 1931.) у Беличкој 9. Како је ускоро постало премало (крајем 30-их било је око 60 деце), још 1938. одлучено је да се на плацу пуковника Радивоја Бојовића у оближњој улици Младе Босне сазида нова зграда, која је освећена у мају 1940. и у којој је и данас једно од обданишта на Пашином брду (вртић Гуливер, Младе Босне 5
Привремена капела св. Тројице је освећена у децембру 1935.

#### Савезничко бомбардовање
Након савезничког бомбардовања Београда у Другом светском рату, на Ускрс 16. априла 1944. године, многи Београђани су потражили спас на периферији града, што је некима дошло главе месец дана касније, тј. 18. маја када се десило најжешће бомбардовање савезника после поменутог Ускршњег бомбардовања, када је Пашино брдо, уз Душановац, Котеж Неимар и Чубуру, било међу најтеже погођеним деловима града иако у близини није било војних објеката. Тога дана је био четвртак, тмуран и кишовит дан. Бомбардовање је започето изјутра у 9 часова и 55 минута, а током двочасовног бомбардовања изгинуло је преко 1 000 особа.
Гинули су сви редом, деца, жене, мушкарци, старије особе.
Пашино брдо је било бомбардовано још 3. септембра 1944. године, а тада су бомбардовани још и Котеж Неимар, Душановац, Раковица, Карабурма и улице око главне железничке станице и овога пута је бомбардовање трајало 2 сата.

## Црква на Пашином брду
Још давне 1935, на иницијативу Живојина Радосављевића (учитеља у пензији и секретара Одбора за изградњу великог храма Светог Саве и члана Друштва за унапређење предграђа „Војводе Степе“) покренута је иницијатива за подизање верског објекта у овом крају. Преовладало је мишљење да то треба да буде капела, у уверењу да ће она свакако припомоћи да се брже дође до храма. Одабрана је зграда власништво бившег министра војске пуковника Радивоја Бојовића у улици Господара Вучића број 89. Објекат је закупљен, опремљен иконостасом из старе цркве Светог Саве и 8. децембра 1935. године капела је освећена. Првобитни иконостас замењен је 1959. године новим (Резбарска школа са Охрида, дуборез, висок 3,5 метара, широк 4,5).
После рата, (17. маја 1947) Црквена општина у Београду је од београдског Чеха индустријалца Карла Хусника, власника фабрике плетених производа Моравија, купила парцелу и почела да прикупља средства за подизање будућег храма. Изабрана је најлепша локација на брду — на хрбату брда, на месту на коме се налазила некадашња чешка колонија, a данас окретница тролејбуса бр. 22 ГСП-а, између улица Требињске, Крушевачке и Колашинске.
Међутим, земљиште је национализовано, са образложењем да ће се на овом земљишту подићи парк, што и јесте учињено (све до првих година XXI века, то и јесте био парк). После овакве одлуке Народног одбора града Београда, Црквена општина је откупила зграду у којој се већ налазила капела (22. септембар 1953).
Тако се догодило, да је та привремена црква, данас храм Свете Тројице, дуго година била и једина. Тек 2000. године (након што је 1994. парцела враћена СПЦ), коначно је отпочела изградња нове цркве на Пашином брду, по пројекту архитекте Љубице Бошњак, да би тај храм, храм Светог Преображења Господњег, био освештан током 2005. године.

## Месне заједнице
МЗ које се налазе на Пашином брду су:
Општина Вождовац:
- МЗ Пашино брдо, раније МЗ Давид Пајић, а пре тога VII МЗ
- МЗ Тешића купатило, раније МЗ Раде Кончар, а пре тога VI МЗ
- МЗ Виногради, раније МЗ Браћа Ковач
- скоро цела МЗ Шумице, раније МЗ Веселин Маслеша
- део МЗ Душановац, раније МЗ „Народни херој Владимир Томановић“

Општина Врачар:
- део МЗ Неимар
- део МЗ Војислав Илић

## Јавни објекти на Пашином брду
Зграда Градске општине Вождовац,
V општински суд (за Градску општину Вождовац и Градску општину Барајево), V Општинско јавно тужилаштво, Специјални суд,
Централни затвор, Одељење унутрашњих послова Вождовац, Ватрогасна бригада, Хотел „Србија“, пословна зграда Беомедицине (некадашња РК „Душановац“),
ДЗ „Вождовац“,
ДЗ „Вождовац“ — Шумице,
Стоматолошке амбуланте за децу и младе у школама (у ОШ "Доситеј Обрадовић", ОШ "Јанко Веселиновић", VIII београдској гимназији, II економској школи), Дом за децу и омладину „Моша Пијаде“ — дом за децу без родитеља, Међународни комитет Црвеног крста, Факултет безбедности (раније Факултет цивилне заштите, пре тога Факултет одбране и заштите, а пре тога Факултет народне одбране),
Научни институт за ветеринарство Србије, Завод за заваривање,
VIII београдска гимназија (раније XI БГГ),
II економска школа, Текстилна школа, Школа за негу лепоте (налази се у некадашњој ОШ „Доситеј Обрадовић"),
ОШ „Доситеј Обрадовић" (налази се у некадашњој ОШ "Максим Горки"), ОШ „Душан Дугалић“, ОШ „Јанко Веселиновић“,
ШОМО „Петар Коњовић“,
Народни универзитет „Светозар Марковић“, Библиотека „Петар Коцић“ (општинска библиотека Врачара), огранак "Слободан Марковић — Либеро Маркони" (раније огранак „Филип Кљајић"),
Библиотека „Доситеј Обрадовић“ (општинска библиотека Вождовца), централа и огранак "Милорад Панић Суреп", Центар за културу и спорт „Шумице“, Спортско друштво „Вождовац“ (преко пута VIII гимназије), стадион ФК „Синђелић“,
стадион ФК „Обилић“ — "Милош Обилић",
парк шума "Шумице", Чешки парк (сада црквена порта на окретници тролејбуса 22),
Храм Преображења Господњег, Храм Св. Тројице,
Пошта Београд 11 (11107) - Крушевачка 48 (ГО Вождовац)
Пошта Београд 32 (11118) - Максима Горког 89 (ГО Врачар),
Пошта Београд 107 (11163) - Бачванска 21 (ГО Вождовац),
Темпо хипермаркет,
SOS канал,
а некада је постојао и биоскоп „Лекино брдо“, који одавно не функционише. На месту некадашњег биоскопа се налази продавница продајног ланца „Аман“.

## Занимљивости
Млађе генерације памте Пашино брдо као оно на које је Малеш (играо га је тада млађани Срђан Тодоровић), који је тапкао карте и мислио да личи на Стива Меквина, отишао да отпрати своју нову девојку и лоше прошао.
На Пашином брду се налази кућа у којој је почетком 90-их снимана породична серија „Срећни људи“, а и серија „Вратиће се роде“ је делимично снимана на Пашином брду (и у Јужном булевару).
Такође, Лекино брдо многи познају по имену „Улична галерија“, јер је доста осликано уметничким делима, попут портрета познатих глумаца .
Након бомбардовања деведесетих година, интересовање за земљиште на Лекином брду постаје све веће. Многе куће замењене су зградама, које својим савременим изгледом привлаче доста купаца.

## Јавне личности
Особе које живе или су живеле на Пашином брду или које су на други начин везане за Пашино брдо:
- Бранислав Михајловић — "Слина" , фудбалер бивши репрезнтативац Југославије и ФК Партизана
- Миодраг "Миле" Кос, познати спортски новинар и публициста
- Младен Симовић, привредник и директор предузећа "Енергопројект Ентел" А. Д.
- Миша Алексић - Бас гитариста Рибље Чорбе
- Алојз Махек, Чех, предратни фудбалер (Велика Србија, тј. СК Југославија)[8]
- Милош Екерт, Чех, фудбалер и секретар клуба Српски мач и оснивач БСК, службеник Прашке кредитне банке, живео у Улици краља Бодина
- Горан Димитријадис — Дима, естрадни уметник
- Никола Перовић, син Владимира и Сузане Перовић (певачице и учеснице ријалити програма), "Чубурац" и тениски тренер[9]
- Владимир Перовић, естрадни менаџер и некадашњи власник популарне дискотеке[10]
- Флора Сандс - британска болничарка, једина жена официр српске војске, током Другог светског рата, живела у Улици господара Вучића 91